# 1889 au Manitoba
Chronologie du Manitoba
- 1885
- 1886
- 1887
- 1888
- 1889
- 1890
- 1891
- 1892
- 1893

Cette page concerne des événements d'actualité qui se sont produits durant l'année 1889 dans la province canadienne du Manitoba.

## Politique
- Premier ministre : Thomas Greenway
- Chef de l'Opposition :
- Lieutenant-gouverneur : John Christian Schultz
- Législature :

## Naissances

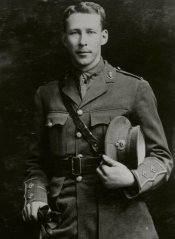
Coulson Norman Mitchell

- 4 décembre : Leslie Gordon Bell C.R., B.A., LL.B., D.C.L. (né à Rapid City et décédé le 8 septembre 1963) fut un avocat et homme politique fédéral du Québec.

- 11 décembre : Coulson Norman Mitchell (né à Winnipeg - décédé le 17 novembre 1978) était un militaire canadien. Il est un récipiendaire canadien de la Croix de Victoria, la plus haute récompense et la plus prestigieuse remise par les forces britanniques et du Commonwealth pour un acte de bravoure face à l'ennemi. Il est aussi récipiendaire de la Croix militaire.